# Synaldis reducta
Synaldis reducta är en stekelart som först beskrevs av Vladimir Ivanovich Tobias 1962.  Synaldis reducta ingår i släktet Synaldis och familjen bracksteklar. Inga underarter finns listade i Catalogue of Life.